# Pipalchauri
Pipalchauri (en népalais : पिपलचौरी) est un comité de développement villageois du Népal situé dans le district de Darchula. Au recensement de 2011, il comptait 2 032 habitants.